# The Charge of the Light Brigade (Gedicht)

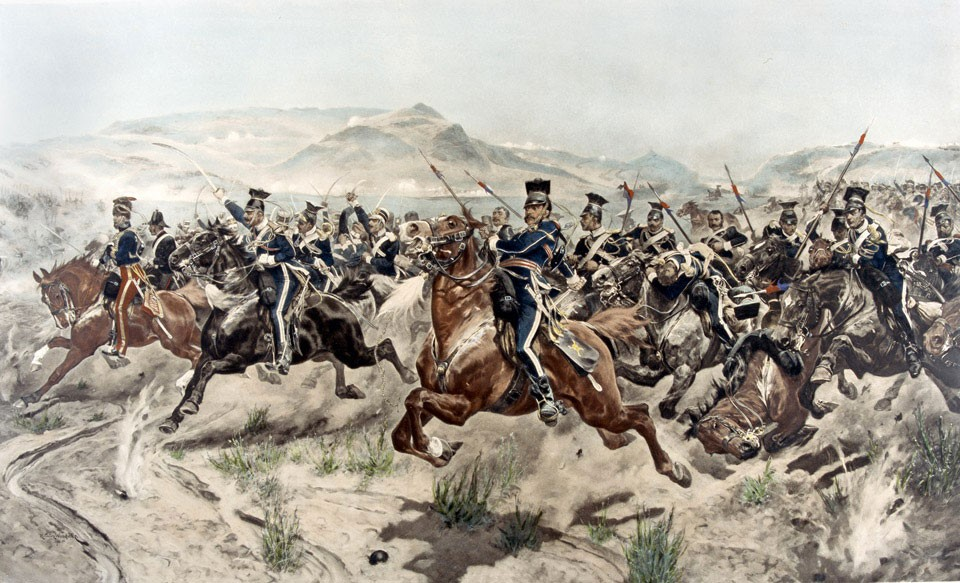
The Charge of the Light Brigade von Richard Caton Woodville Jr., Öl auf Leinwand, 1894. Im Auftrag der Illustrated London malte der Künstler als Teil einer Gedenkserie die berühmte britische Schlacht

The Charge of the Light Brigade (engl. „Die Attacke der Leichten Brigade“ oder „Der Todesritt der leichten Brigade“) ist ein Gedicht von Alfred Lord Tennyson.

## Hintergrund
Das Gedicht beschrieb einen Angriff britischer Kavalleristen in der Schlacht von Balaklawa. Sie erlangte Berühmtheit wegen der großen Verluste der Brigade und der Umstände, die zur Attacke geführt hatten. Die Schlacht von Balaklawa fand im Krimkrieg zwischen dem russischen Zarenreich und den Alliierten (Briten, Franzosen, Osmanisches Reich) am 25. Oktober 1854 statt.

## Text
Half a league, half a league,

Half a league onward,

All in the valley of Death

Rode the six hundred.

"Forward, the Light Brigade!

"Charge for the guns!" he said:

Into the valley of Death

Rode the six hundred.

"Forward, the Light Brigade!"

Was there a man dismay'd?

Not tho' the soldier knew

Someone had blunder'd:

Theirs not to make reply,

Theirs not to reason why,

Theirs but to do and die:

Into the valley of Death

Rode the six hundred.

Cannon to right of them,

Cannon to left of them,

Cannon in front of them

Volley'd and thunder'd;

Storm'd at with shot and shell,

Boldly they rode and well,

Into the jaws of Death,

Into the mouth of Hell

Rode the six hundred.

Flash'd all their sabres bare,

Flash'd as they turn'd in air,

Sabring the gunners there,

Charging an army, while

All the world wonder'd:

Plunged in the battery-smoke

Right thro' the line they broke;

Cossack and Russian

Reel'd from the sabre stroke

Shatter'd and sunder'd.

Then they rode back, but not

Not the six hundred.

Cannon to right of them,

Cannon to left of them,

Cannon behind them

Volley'd and thunder'd;

Storm'd at with shot and shell,

While horse and hero fell,

They that had fought so well

Came thro' the jaws of Death

Back from the mouth of Hell,

All that was left of them,

Left of six hundred.

When can their glory fade?

O the wild charge they made!

All the world wondered.

Honor the charge they made,

Honor the Light Brigade,

Noble six hundred.

## Übertragungen ins Deutsche
Die bekannteste Nachdichtung im deutschsprachigen Raum stammt von Theodor Fontane und trägt den Titel Balaklawa:
Der Angriff der Leichten Brigade
25. Oktober 1854
(Frei nach Alfred Tennyson)

»Eine halbe Meil', eine halbe Meil',
Auf Sattel und Schabracke,
Vor, in Sturmeseil',
Vor, zur Attacke.
Zählt nicht der Kanonen Zahl,
Hinein, hinein ins Todestal ...«
(Alle hören's verwundert)
»Vorwärts, Leichte Brigade, vor« -
Und hinein ins Feuer- und Höllentor
Reiten die Sechshundert.

Leichte Brigade, der Siegespreis
Ist heute hoch, ist heute heiß,
Aber kein Murren, nicht laut, nicht leis,
Keines, obwohlen ein jeder weiß,
's ward irgendwo geblundert -
Vorwärts; sie fragen und zagen nicht,
Vorwärts; sie wanken und schwanken nicht,
Vorwärts, gehorchen ist einzige Pflicht,
Ins Todestal,
In voller Zahl,
Reiten die Sechshundert.

Vorwärts! Kanonen rechts und links,
Kanonen in Front , gewärtig des Winks,
Selbst die Feinde sehen's verwundert.
Schrapnell und Kartätschenschuß,
Todesgruß und Todeskuß,
Falle, was da fallen muß,
In den Höllenrachen, ins Todestal,
Noch voll in Zahl,
Reiten die Sechshundert.

Säbel heraus! Die Klingen fein
Blinken und blitzen im Sonnenschein,
Und die Leichte Brigade, nun ist sie hinein,
Fast über sich selber verwundert;
Ihre Säbel, in Rauch und Pulverqualm,
Singen manch einem den letzten Psalm,
Aber endlich, aus Qualm und Rauch
Und ermattet bis auf den letzten Hauch,
Abgejagt und abgehetzt,
Müssen sie rückwärts, rückwärts jetzt -
Nicht mehr Sechshundert.

Kanonen rechts, Kanonen links,
Kanonen im Rücken, gewärtig des Winks;
Verdoppelt jetzt Salv' um Salve kracht,
Rückwärts, rückwärts wogt die Schlacht,
Und wen es aus dem Sattel schoß,
Den Reiter zertritt sein eigen Roß,
Das Fahnentuch mit flatterndem Band
Geht schon in dritt' und vierte Hand,
Ist zerschossen und zerzundert,
Der Tod mäht rascher von Schritt zu Schritt,
Leichte Brigade, was bringst du noch mit?
Dein Siegesritt war ein Todesritt,
Ein Todesritt der Sechshundert.

Wird je verblassen euer Ruhm?
Nimmer. Ihr strahlt in Heldentum,
Und die Welt, sie staunt und wundert.
Hoch unsre Balaklawa-Schlacht,
Und die Leichte Brigade, die's gemacht,

Hoch die Sechshundert!